# Nate Johnston
Nathaniel James Johnston, detto Nate (Birmingham, 18 dicembre 1966), è un ex cestista statunitense, professionista nella NBA, in Europa e in Sudamerica.

## Carriera
È stato selezionato dai Miami Heat al terzo giro del Draft NBA 1988 (59ª scelta assoluta).

## Palmarès
- Campione USBL (1996)
- All-USBL Second Team (1991)